# Клад Максим Романович
Клад Максим Романович (нар. 11 грудня 1998, с. Пронозівка Глобинського району Полтавської області) — український кікбоксер, чемпіон світу з кікбоксингу серед юніорів (2016).

## Біографія
Навчався в Пронозівській ЗОШ (2005—2014). З 2014 є студентом Кременчуцького педагогічного коледжу.

## Спортивна кар'єра
З 2015 року займається кікбоксингом та муай-тай у клубі «Боєць» під керівництвом Сергія Володимировича Леоненка.
З 25 по 30 жовтня в Каррарі (Італії) на Чемпіонаті світу з кікбоксингу WTKA Максим Клад дебютував на міжнародному рівні. Виступаючи у ваговій категорії «до 54 кг», на шляху до фіналу він здолав суперників з Англії та Польщі, а у фіналі переміг дворазового чемпіона світу по версії IKF ірландця Фіакру Бонда (англ. Fiachra Bond).
За недовгу кар'єру Максим Клад перемагав також таких відомих кікбоксерів, як майстер спорту міжнародного класу Владислав Городчанин (Полтава), чемпіон світу з К-1 серед юніорів Захар Павелко (Запоріжжя).

## Титули та досягнення
- 6-разовий чемпіон України з кікбоксингу
- Чемпіон України з тайського боксу
- Чемпіон світу з кікбоксингу в розділах лоу-кік та К-1(2016)